# A zöld íjász
A zöld íjász (Arrow) 2012 és 2020 között bemutatott, Greg Berlanti, Marc Guggenheim és Andrew Kreisberg által készített amerikai akció-kaland televíziós sorozat. A történet egy kitalált szuperhősről, a Zöld íjászról szól, a DC Comics azonos nevű képregénykaraktere alapján. Az Egyesült Államokban a The CW sugározta 2012. október 10-től 2020. január 28-ig.

## Történet
A sorozat cselekménye Oliver Queen (Stephen Amell) életének mindennapjait mutatja be. Oliver 2007-ben egy hajószerencsétlenség áldozata lett és öt évig volt egy szigeten. Megtalálják, és mire hazaér, teljesen megváltozik. Oliver gyakran gondol vissza a szigeten eltöltött időkre és eldönti, hogy megmenti városát Starling City-t a bűnözőktől. Ezért napjait Oliverként tölti, aztán éjszaka csuklyát és íjat ragadva harcol a bűnözők ellen. Visszaemlékezésekben megtudjuk, hogy mik történtek vele a szigeten.

## A zöld íjász
Oliver a szigeten arra kényszerült, hogy teljesen megváltozzon, mind fizikailag, mind szellemileg. Hazatérése után határozta el, hogy álruhában fogja kijavítani apja hibáit úgy, hogy először megtámadja a célszemély embereit és megfenyegeti, vagy közvetlenül a veszélyt jelentő emberre támad. A városban nem tudják, hogy ki ez a titokzatos idegen, ezért különböző neveket aggatnak rá, mint például a kapucnis vagy az ámokfutó. A szigeten szerzett tapasztalatai nyomán kitűnő harcos vált belőle. Az apja régi gyárában van a rejtekhelye. Titkáról csak kevesen tudnak. Zöld nyilat használ és utánzói gyakran ezen csúsznak el.

## Szereplők

### Főszereplők, az Íjász csapat tagjai és az évadok főgonoszai
| Szerep               | Színész             | Magyar hang         | Évadok | Évadok | Évadok | Évadok | Évadok | Évadok | Évadok | Évadok | más sorozatok  |
| Szerep               | Színész             | Magyar hang         | 1      | 2      | 3      | 4      | 5      | 6      | 7      | 8      | más sorozatok  |
| -------------------- | ------------------- | ------------------- | ------ | ------ | ------ | ------ | ------ | ------ | ------ | ------ | -------------- |
| Oliver Queen         | Stephen Amell       | Bozsó Péter         |        |        |        |        |        |        |        |        | F, HL, S, V, R |
| John Diggle          | David Ramsey        | Epres Attila        |        |        |        |        |        |        |        |        | F, HL, S       |
| Laurel Lance (Föld1) | Katie Cassidy       | Bognár Anna         |        |        |        |        |        |        |        |        | F, HL, V       |
| Laurel Lance (Föld2) | Katie Cassidy       | Bognár Anna         |        |        |        |        |        |        |        |        | F              |
| Felicity Smoak       | Emily Bett Rickards | Solecki Janka       |        |        |        |        |        |        |        |        | F, HL, S, V    |
| Thea Quenn           | Willa Holland       | Molnár Ilona(S1-2)  |        |        |        |        |        |        |        |        | F              |
| Thea Quenn           | Willa Holland       | Haffner Anikó(S3-)  |        |        |        |        |        |        |        |        | F              |
| Quentin Lance        | Paul Blackthorne    | Galbenisz Tomasz    |        |        |        |        |        |        |        |        | F, HL          |
| Malcolm Merlyn       | John Barrowman      | Lux Ádám            |        |        |        |        |        |        |        |        | F, HL          |
| Roy Harper           | Colton Haynes       | Pálmai Szabolcs     |        |        |        |        |        |        |        |        |                |
| Slade Wilson         | Manu Bennett        | Schnell Ádám        |        |        |        |        |        |        |        |        |                |
| Moira Queen          | Susanna Thompson    | Igó Éva             |        |        |        |        |        |        |        |        | HL             |
| Tommy Merlyn         | Colin Donnell       | Karácsonyi Zoltán   |        |        |        |        |        |        |        |        | S              |
| Sara Lance           | Caity Lotz (S2-)    | Nemes Takách Kata   |        |        |        |        |        |        |        |        | F, HL, S       |
| Ray Palmer           | Brandon Routh       | Pál Tamás           |        |        |        |        |        |        |        |        | F, HL V        |
| Ra's Al Gul          | Matt Nable          | Petridisz Hrisztosz |        |        |        |        |        |        |        |        | HL             |
| Curtis Holt          | Echo Kellum         | Papp Dániel         |        |        |        |        |        |        |        |        | HL, R          |
| Damien Dahrk         | Neal McDonough      | Czvetkó Sándor      |        |        |        |        |        |        |        |        | F, HL          |
| Evelyn Sharp         | Madison McLaughlin  | Dögei Éva           |        |        |        |        |        |        |        |        |                |
| Rene Ramirez         | Rick Gonzalez       | ?                   |        |        |        |        |        |        |        |        | HL             |
| Dinah Drake          | Juliana Harkavy     | ?                   |        |        |        |        |        |        |        |        | F, HL          |
| Adrian Chase         | Josh Segarra        | Crespo Rodrigo      |        |        |        |        |        |        |        |        | [ m 29 ]       |
| Adrian Chase         | Josh Segarra        | Joó Gábor(5x5-)     |        |        |        |        |        |        |        |        | [ m 29 ]       |
| Rory Regan           | Joe Dinicol         | ?                   |        |        |        |        |        |        |        |        |                |
| Ricardo Diaz         | Kirk Acevedo        | még nincs           |        |        |        |        |        |        |        |        |                |
| Cayden James         | Michael Emerson     | még nincs           |        |        |        |        |        |        |        |        |                |
| Emiko Adachi         | Sea Shimooka        | még nincs           |        |        |        |        |        |        |        |        |                |

Megjegyzések
1. ↑  A Kapucnis / Az Íjász / Zöld Íjász
2. ↑  Amell a karakter X-Földön élő hasonmását is eljátszotta.
3. ↑  Matthew Mercer szinkronizálta, az 1. évadban csak az X-Föld hasonmásként, a 2.-ban már önmagaként.
4. ↑  Spártai
5. ↑  Fekete Kanári
6. ↑  Fekete Szirén
7. ↑  A 2. évadban látjuk először a karaktert. A 4. évadban az X-Földön élő hasonmásként jelenik meg.
8. ↑  Őrszem
9. ↑  A 4. évadban az X-Földön élő hasonmásaként is.
10. ↑  Spuri
11. ↑  Az 1. évadban önmagaként, a 4. évadban az X-Földön élő hasonmásaként.
12. ↑  Sötét Íjász
13. ↑  A 2. évadban önmagaként, a 3. évadban egy alternatív álomvilágban, nem Malcolmként.
14. ↑  Arzenál
15. ↑  Deathstroke
16. ↑  Az X-Földön élő Oliver anyjának hangjaként, mint a nácik Gideon (mesterséges intelligencia) megfelelője.
17. ↑  A 3. évadban az X-Földön élő hasonmása itt jelent meg először.
18. ↑  Kanári / Fehér Kanári
19. ↑  Főszereplő az 1. évadtól, a Kapitány a 2. évadtól.
20. ↑  Atom
21. ↑  Főszereplő az 1. évadtól.
22. ↑  Mr. Tökély
23. ↑  Kiemelt szereplő a 2. és a 3. évadban.
24. ↑  Fekete Kanári / Artemis
25. ↑  Veszett Kutya
26. ↑  Fekete Kanári
27. ↑  Harkavy teljesen más szerepben, 1 epizódban a Constantine-ban is játszott, így két nevesített Föld-1 karaktert is megformált.
28. ↑  Prométheusz
29. ↑  Alteregójának megfelelője az X-Földön Tommy Merlyn.
30. ↑  Rongyember
31. ↑  A Sárkány
32. ↑  Zöld Íjász / Vörös Íjász

### Mellékszereplők
| Színész                          | Szerep                                 | Magyar hang                                   | Évad    |
| -------------------------------- | -------------------------------------- | --------------------------------------------- | ------- |
| Adrian Holmes                    | Frank Pike                             | Rába Roland                                   | 1–6     |
| Alex Kingston                    | Dinah Lance                            | ?                                             | 1–4     |
| Alexander Calvert                | Lonnie Machin / Anarhia                | Molnár Áron                                   | 4–5     |
| Amy Gumenick                     | Carrie Cutter / Kupidó                 | Vágó Bernadett                                | 3–5, 7  |
| Amy Pemberton (hang)             | Gideon                                 | Balogh Anikó                                  | 5–6     |
| Andrew Dunbar                    | Garfield Lynns / Tűzbogár              | ?                                             | 1       |
| Annie Ilonzeh                    | Joanna De La Vega                      | Németh Borbála                                | 1–2     |
| Artine Brown                     | Hendrick Von Arnim                     | Bolla Róbert                                  | 2       |
| Audrey Marie Anderson            | Lyla Michaels                          | Román Judit                                   | 1–7     |
| Ben Browder                      | Ted Gaynor                             | Holl Nándor                                   | 1–2     |
| Bex Taylor-Klaus                 | Sin                                    | ?                                             | 2–3     |
| Brendan Fletcher                 | Stanley                                | ?                                             | 7       |
| Byron Mann                       | Yao Fei                                | Viczián Ottó (1. évad) ? (5. évad)            | 1, 5    |
| Byron Noble                      | Harold Backman                         | Maday Gábor                                   | 1       |
| Carly Pope                       | Susan Williams                         | ?                                             | 5–6     |
| Cassidy Alexa Tara Strong (hang) | Harley Quinn                           | ?                                             |         |
| Celina Jade                      | Shado                                  | ?                                             | 1–4, 6  |
| Chad L. Coleman                  | Tobias Church                          | Bolla Róbert                                  | 5       |
| Charlotte Ross                   | Donna Smoak                            | Andresz Kati                                  | 4       |
| Chelah Horsdal                   | Kate Spencer                           | Törtei Tünde                                  | 1–2     |
| Chin Han                         | Frank Chen                             | ?                                             | 1       |
| Christopher Redman               | Joseph Falk / A Megmentő               | Bolla Róbert                                  | 1       |
| Cle Bennett                      | Xavier Reed / A Polgármester           | Crespo Rodrigo                                | 2       |
| Colin Salmon                     | Walter Steele                          | Haás Vander Péter                             | 1–2     |
| Currie Graham                    | Derek Reston                           | Harmath Imre                                  | 1       |
| Cynthia Addai-Robinson           | Amanda Waller                          | ? Kisfalvi Krisztina                          | 2–4     |
| Darren Dolynski                  | Dr. Webb                               | Fazekas István                                | 1       |
| David Anders                     | Cyrus Vanch                            | Bardóczy Attila                               | 1       |
| David Meunier                    | Ishmael Gregor                         | Koncz István                                  | 5       |
| David Nykl                       | Anatoly Knyazev                        | Varga Tamás (2. évad) Végh Péter (5. évad)    | 2, 5–7  |
| Derek Hamilton                   | Aglin                                  | Szabó Máté                                    | 1–2     |
| Dolph Lundgren                   | Konstantin Kovar                       | Jakab Csaba                                   | 5       |
| Doug Jones                       | Jake Simmons / Halálsugár              | Fekete Zoltán                                 | 3       |
| Dylan Bruce                      | Adam Donner                            | Maday Gábor                                   | 2       |
| Dylan Neal                       | Anthony Ivo                            | Czvetkó Sándor                                | 2       |
| Eliza Faria                      | Zoe Ramirez                            | ?                                             | 5–7     |
| Emma Bell                        | Emily Nocenti                          | Dögei Éva                                     | 1       |
| Emily Kinney                     | Brie Larvan / Bug-Eyed Bandit          | Mezei Kitty                                   | 4       |
| Eric Pollins                     | Darren Coffman                         | Kajtár Róbert                                 | 5       |
| Erica Luttrell                   | Laura Washington                       | ?                                             | 5       |
| Eugene Byrd                      | Andy Diggle                            | Juhász Zoltán                                 | 3–4     |
| Eugene Lipinski                  | Alexi Leonov                           | ?                                             | 1–2     |
| Gabriella Wright                 | Esrin Fortuna                          | Zakariás Éva                                  | 4       |
| Garry Chalk                      | J.G. Walker tábornok                   | Faragó András                                 | 5       |
| Garwin Sanford                   | Justin Claybourne                      | Csuha Lajos                                   | 5       |
| Graham Shiels                    | Cyrus Gold / Solomon Grundy            | ?                                             | 2       |
| Greg Rogers                      | Kullens                                | Csuha Lajos                                   | 5–6     |
| J. August Richards               | Mr. Blank                              | Holl Nándor                                   | 1       |
| J.R. Ramirez                     | Ted Grant / Vadmacska                  | Horváth-Töreki Gergely                        | 3       |
| James Callis                     | A Cselező                              | Dányi Krisztián                               | 1       |
| Jamey Sheridan                   | Robert Queen                           | Áron László                                   | 1, 3, 5 |
| Janet Kidder                     | Ruvé Adams                             | ?                                             | 4       |
| Jason Schombing                  | Fitzmartin                             | Fekete Zoltán                                 | 4       |
| Jeffrey Nordling                 | Frank Bertinelli                       | Széles Tamás                                  | 1–2     |
| Jessica De Gouw                  | Helena Bertinelli / Vadásznő           | Pikali Gerda                                  | 1–2     |
| Jimmy Akingbola                  | Baron Reiter                           | Bordás János                                  | 4       |
| Jimmy Jean-Louis                 | Kapitány                               | Láng Balázs                                   | 2       |
| Joe Dinicol                      | Rory Regan / Rongyember                | ?                                             | 5       |
| JR Bourne                        | Jeremy Tell / Duplázó                  | Fazekas István                                |         |
| Kacey Rohl                       | Alena                                  | ?                                             | 5–6     |
| Karl Yune                        | Maseo Yamashiro / Sarab                | Harcsik Róbert                                | 3       |
| Katrina Law                      | Nyssa al Ghul                          | Nádasi Veronika                               | 2–6, 8  |
| Kelly Hu                         | Chien Na Wei / China White             | Solecki Janka (1x02) ?                        | 1       |
| Keri Adams                       | Bethany Snow                           | Ősi Ildikó                                    | 2–7     |
| Kevin Alejandro                  | Sebastian Blood / Blood Testvér        | Moser Károly                                  | 2       |
| Kyle Schmid                      | Kyle Reston                            | Albert Péter                                  | 1       |
| Lee Majdoub                      | Gholem Qadir                           | Kossuth Gábor                                 | 2       |
| Lexa Doig                        | Talia al Ghul                          | ?                                             | 5, 7    |
| Malcolm Stewart                  | Thomas Kemp                            | Megyeri János                                 | 4       |
| Marc Singer                      | Matthew Shrieve tábornok               | Vári Attila                                   | 3       |
| Matthew McLellan                 | Myron Forest                           | Kossuth Gábor                                 | 3       |
| Melissa Roxburgh                 | Blake                                  | ?                                             | 1       |
| Michael Dorn (hang)              | Prométheusz                            | ?                                             | 5       |
| Michael Eklund                   | Barton Mathis / Babakészítő            | Rosta Sándor ?                                | 2       |
| Michael Jai White                | Ben Turner / Bronz Tigris              | Bolla Róbert                                  | 2, 7    |
| Michael Rowe                     | Floyd Lawton / Deadshoot               | Horváth-Töreki Gergely                        | 1–3, 5  |
| Navid Negahban                   | Al Ow-Al                               | Fazekas István                                | 2       |
| Nick E. Tarabay                  | Digger Harkness / Bumeráng Kapitány    | Seder Gábor (3. évad) ? (5. évad)             | 3. 5    |
| Nolan Gerard Funk                | Cooper Seldon / Brother Eye            | Posta Victor (3. évad) ? (4. évad)            | 3–4     |
| Olivia Cheng                     | Linda Park                             | ?                                             | 2, 5    |
| Parker Young                     | Alex Davis                             | Varga Gábor                                   | 4       |
| Peter Stormare                   | Werner Zytle / Vertigó Gróf            | Vass Gábor                                    | 3       |
| Ray Galletti                     | Dominic Alonzo                         | Juhász Zoltán                                 | 1       |
| Rick Gonzalez                    | Rene Ramirez / Veszett Kutya           | ?                                             | 5–7     |
| Rila Fukushima                   | Tatsu Yamashiro / Katana               | Laurinyecz Réka                               | 3       |
| Robert Knepper                   | William Tockman / Órakirály            | Bardóczy Attila                               | 2       |
| Ryan Robbins                     | Conklin                                | Szatmári Attila                               | 4       |
| Sarah-Jane Redmond               | Mrs. Reston                            | Zsurzs Kati                                   | 1       |
| Sean Maher                       | Mark Scheffer / Shrapnel               | ?                                             | 2       |
| Sebastian Dunn                   | Edward Fyers                           | Vári Attila                                   | 1       |
| Seth Gabel                       | Vertigo Gróf                           | Előd Botond                                   | 1–2     |
| Steve Bacic                      | Sean Sonus                             | Gubányi György István                         | 5, 6    |
| Summer Glau                      | Isabel Rochev / Ravager                | Wégner Judit                                  | 2       |
| Tahmoh Penikett                  | Nick Salvati                           | Csík Csaba Krisztián                          | 1       |
| Teryl Rothery                    | Jean Loring                            | ?                                             | 2, 6    |
| Toby Levins                      | Eric Dunn                              | Holl Nándor                                   | 5       |
| Tom Amandes                      | Noah Kuttler / A Kalkulátor            | Fazekas István                                | 4, 6    |
| Tyler Ritter                     | Billy Malone                           | Markovics Tamás                               | 5       |
| Vincent Gale                     | Pyotr Friedkin                         | Seder Gábor                                   | 5       |
| Vinnie Jones                     | Danny Brickwell / A Tégla              | Bolla Róbert (3. évad) Albert Péter (4. évad) | 3–4, 7  |
| Wil Traval                       | Christopher Chance / Tökéletes Célpont | Varga Gábor                                   | 5–6     |
| Cassandra Jean Amell             | Nora Fries                             |                                               | 7       |
| Liam Hall                        | Kane Wolfman / Joseph Wilson           |                                               | 7       |

### Vendégszereplők a többi sorozatból
| Színész             | Szerep                              | Magyar hang                           | Évad     | Sorozat                   |
| ------------------- | ----------------------------------- | ------------------------------------- | -------- | ------------------------- |
| Grant Gustin        | Barry Allen / Flash                 | Szabó Máté                            | 2–8      | Flash – A Villám          |
| Carlos Valdes       | Cisco Ramon / Vibráló               | Czető Roland                          | 2–5, 7   | Flash – A Villám          |
| Danielle Panabaker  | Dr. Caitlin Snow / Rideg Fagy       | ? (2. évad) Ruttkay Laura (3–4. évad) | 2–4, 6-7 | Flash – A Villám          |
| Patrick Sabongui    | David Singh kapitány                | ?                                     | 1, 5, 6  | Flash – A Villám          |
| Stephen Amell       | Oliver Queen / Black Arrow (X-Föld) | Bozsó Péter                           | 6        | Freedom Fighters: The Ray |
| Melissa Benoist     | Kara / Overgirl (X-Föld)            | Gáspár Kata                           | 6        | Freedom Fighters: The Ray |
| Melissa Benoist     | Kara Danvers / Supergirl (Föld 38)  | Gáspár Kata                           | 5–8      | Supergirl                 |
| Chyler Leigh        | Alex Danvers (Föld 38)              | ?                                     | 6        | Supergirl                 |
| Ciara Renée         | Kendra Saunders / Sólyomlány        | Bogdányi Titanilla                    | 4        | A holnap legendái         |
| Victor Garber       | Martin Stein                        | Kőszegi Ákos                          | 5–6      | A holnap legendái         |
| Nick Zano           | Nathaniel 'Nate' Heywood / Acél     | ?                                     | 5–6      | A holnap legendái         |
| Dominic Purcell     | Mick Rory                           | ?                                     | 6        | A holnap legendái         |
| Falk Hentschel      | Carter Hall / Sólyomember           | Posta Victor                          | 4        | A holnap legendái         |
| Megalyn Echikunwoke | Mari McCabe / Vixen                 | Urbán Andrea                          | 4        | Vixen                     |
| Matt Ryan           | John Constantine                    | Moser Károly                          | 4        | Constantine               |
| Ruby Rose           | Kate Kane / Batwoman                |                                       | 7        | Batwoman                  |
| John Wesley Shipp   | Barry Allen / The Flash (Föld 90)   |                                       | 7        | The Flash                 |
| Casper Crump        | Vandal Savage                       | Mihályi Győző                         | 4        |                           |
| Jeremy Davies       | Dr. John Deegan                     |                                       | 7        |                           |
| Tyler Hoechlin      | (Elsewolds) Superman                |                                       | 7        |                           |
| LaMonica Garrett    | Mar Novu / The Monitor              |                                       | 7–8      |                           |

## Epizódok
| Évad | Évad | Részek száma | Részek száma | Eredeti sugárzás  | Eredeti sugárzás | Eredeti adó | Magyar sugárzás      | Magyar sugárzás    | Magyar adó |
| Évad | Évad | Részek száma | Részek száma | Évadbemutató      | Évadzáró         | Eredeti adó | Évadbemutató         | Évadzáró           | Magyar adó |
| ---- | ---- | ------------ | ------------ | ----------------- | ---------------- | ----------- | -------------------- | ------------------ | ---------- |
|      | 1.   | 23           | 23           | 2012. október 10. | 2013. május 15.  | The CW      | 2013. február 1.     | 2013. június 28.   |            |
|      | 2.   | 23           | 23           | 2013. október 9.  | 2014. május 14.  | The CW      | 2014. január 10.     | 2014. június 20.   |            |
|      | 3.   | 23           | 23           | 2014. október 8.  | 2015. május 13.  | The CW      | 2016. január 3.      | 2016. június 5.    | Cool TV    |
|      | 4.   | 23           | 23           | 2015. október 7.  | 2016. május 25.  | The CW      | 2016. június 12.     | 2016. november 13. | Cool TV    |
|      | 5.   | 23           | 23           | 2016. október 5.  | 2017. május 24.  | The CW      | 2017. szeptember 23. | 2018. január 27.   | Cool TV    |
|      | 6.   | 23           | 23           | 2017. október 12. | 2018. május 17.  | The CW      |                      |                    |            |
|      | 7.   | 22           | 22           | 2018. október 15. | 2019. május 13.  | The CW      |                      |                    |            |
|      | 8.   | 10           | 10           | 2019. október 15. | 2020. január 28. | The CW      |                      |                    |            |